# Machaeranthera incisifolia
Machaeranthera incisifolia là một loài thực vật có hoa trong họ Cúc. Loài này được (I.M.Johnst.) G.L.Nesom mô tả khoa học đầu tiên năm 1990.